# 전숙 (배우)
전숙(田淑, 본명: 전갑예, 1926년 2월 12일~2024년 9월 29일)은 대한민국의 영화 배우였다.
1944년 연극배우 첫 데뷔하였었던 전숙은 훗날 서른 살에 갓 낳은 아들을 업고 남편 손에 이끌려 무작정 영화판을 찾았다고 한다(동아닷컴). 남편을 통해 우연히 만난 전창근 감독이 그녀에게 영화 출연 제의해 《불사조의 언덕》에 단역으로 출연하게 되었다. 그 영화의 결혼식 장면에 아이를 업고 나오는 역할을 하게 되면서 배우 인생이 시작되었다(류영수·김기중). 《식객: 김치전쟁》에 이르기까지 280여 편의 영화에 조·단역으로 출연하였다. 전숙은 엄한 어머니 또는 자상한 친정어머니 등의 역할을 주로 맡아왔다.
1992년 제30회 대종상 영화제에서 특별연기상을 받았고, 2001년 제39회 영화의 날 기념식에서는 공로영화인으로 선정되었다(동아닷컴). 같은 해에 일본 영화 <호타루에 한국인 할머니 역할로 출연했다.

## 출연작

### 영화
- 1955년 : 《불사조의 언덕》
- 1959년 : 《부전자전》... 데자이너 역
- 1960년 : 《죄없는 청춘》... 수녀 역
- 1960년 : 《견우직녀》... 선녀 역
- 1961년 : 《밤에만 흐르는 강》... 가족 역
- 1962년 : 《맹진사댁 경사》... 수모 역
- 1962년 : 《사춘기의 생모》... 문수 생모 역
- 1963년 : 《범인은 나다》
- 1964년 : 《연애할 시간 없다》
- 1964년 : 《풋내기 애인》... 박 여사 역
- 1964년 : 《피어린 모정》... 강순자 역
- 1964년 : 《청계천》... 정원 모 역
- 1964년 : 《우리엄마 최고》... 고 여사 역
- 1963년 : 《기수를 남쪽으로 돌려라》... 형수 역
- 1964년 : 《홀어머니》... 마담 역
- 1964년 : 《협박자》
- 1964년 : 《체포령》
- 1965년 : 《정경부인》... 유모 역
- 1965년 : 《여자만이 울어야 하나》
- 1965년 : 《삭발의 모정》... 안집 여주인 역
- 1965년 : 《비속에 지다》... 연희 역
- 1965년 : 《동작동 어머니》... 덕칠댁 역
- 1966년 : 《나운규 일생》
- 1966년 : 《마지막 황후 윤비》... 엄순빈 역
- 1966년 : 《섬색시》
- 1966년 : 《비밀정보 팔십팔번지》... 동부인 역
- 1967년 : 《문정황후》
- 1967년 : 《산불》
- 1967년 : 《성난 송아지》
- 1967년 : 《제3의 청춘》
- 1967년 : 《일등공신》... 기생 역
- 1967년 : 《산》... 기생 역
- 1967년 : 《강명화》... 가정부 역
- 1967년 : 《공주님의 짝사랑》
- 1967년 : 《고향》... 박 여사 역
- 1967년 : 《수라문의 혈투》
- 1968년 : 《몽땅 드릴까요》
- 1968년 : 《동경특파원》
- 1968년 : 《풍운》
- 1968년 : 《가로수의 합창》... 하숙 주인 역
- 1968년 : 《팔푼 며느리》
- 1968년 : 《허공에 진 청춘》
- 1968년 : 《남》
- 1968년 : 《지금 그 사람은》
- 1969년 : 《독신녀》
- 1969년 : 《남의 속도 모르고》
- 1969년 : 《사랑은 가고 세월만 남아》... 현 마담 역
- 1969년 : 《식모 삼형제》
- 1969년 : 《이별의 모정》
- 1969년 : 《여선장》
- 1969년 : 《독짓는 늙은이》
- 1969년 : 《속 미워도 다시 한 번》
- 1969년 : 《마법선》
- 1969년 : 《미녀온천》
- 1969년 : 《백면검귀》
- 1969년 : 《사나이 중 사나이》
- 1969년 : 《심야의 대결》
- 1969년 : 《한밤은 지옥에》
- 1969년 : 《지금은 죽을 때가 아니다》... 설이 모 역
- 1970년 : 《명동가시내》
- 1970년 : 《소라부인》
- 1970년 : 《무영탑》
- 1970년 : 《벌거벗은 태양》
- 1970년 : 《민비와 마검》
- 1970년 : 《설원의 정》
- 1970년 : 《약속은 없었지만》
- 1970년 : 《팔도 가시나이》
- 1970년 : 《내 목숨 당신 품에》
- 1970년 : 《아무도 모르게》
- 1970년 : 《애와 사》
- 1970년 : 《속눈썹이 긴 여자》
- 1970년 : 《울기는 왜 울어》
- 1970년 : 《6인의 난폭자》
- 1970년 : 《구봉서의 구혼작전》
- 1970년 : 《동경의 무정가》
- 1970년 : 《이조괴담》
- 1970년 : 《복수의 마검》
- 1970년 : 《7인의 숙녀》
- 1971년 : 《빨간 마스크의 여인》... 하루에 역
- 1971년 : 《어느 사랑의 이야기》
- 1971년 : 《경복궁의 여인들》
- 1971년 : 《만나봐도 지금은》
- 1971년 : 《내일의 팔도강산 3》
- 1971년 : 《원한의 40계단》
- 1971년 : 《두 남자》
- 1971년 : 《열두 여인》
- 1971년 : 《나에게 조건은 없다》
- 1971년 : 《다섯개의 단검》
- 1971년 : 《대감신랑》
- 1971년 : 《낙도의 무지개》
- 1971년 : 《인생유학생》
- 1971년 : 《아내여 미안하다》
- 1971년 : 《처복》
- 1971년 : 《인간사표를 써라》
- 1971년 : 《홍콩서 온 철인 박》
- 1972년 : 《명동잔혹사》
- 1972년 : 《밤길》
- 1972년 : 《잘 살아가오 내 딸들아》
- 1972년 : 《판사부인》
- 1972년 : 《이밤이여 영원히》
- 1972년 : 《의사 안중근》
- 1972년 : 《설야의 여곡성》
- 1972년 : 《사랑하는 아들의 심판》
- 1972년 : 《낭산의 결투》
- 1972년 : 《무릎꿇고 빌련다》
- 1972년 : 《궁녀》... 황상궁 역
- 1972년 : 《사나이 가는 길에》
- 1972년 : 《멋진 인생》
- 1972년 : 《모정》
- 1973년 : 《청춘 25시》
- 1973년 : 《또순이와 갑순이》
- 1973년 : 《그 얼굴에 햇살을》
- 1973년 : 《종야》
- 1973년 : 《장안 명기 오백화》
- 1973년 : 《몸 전체로 사랑을》
- 1973년 : 《아빠의 이름은》
- 1973년 : 《배뱅이》
- 1973년 : 《승부》
- 1973년 : 《처녀시절》
- 1973년 : 《귀향》
- 1973년 : 《축배》
- 1973년 : 《산녀》
- 1973년 : 《깊은 사이》
- 1974년 : 《비에 젖은 입술》
- 1974년 : 《대형》
- 1974년 : 《이름모를 소녀》
- 1974년 : 《여대생 가정부》
- 1974년 : 《서로 좋아해》
- 1974년 : 《숙녀 초년생》... 경아 어머니 역
- 1974년 : 《청춘불시착》
- 1974년 : 《후계자》
- 1974년 : 《한강》
- 1974년 : 《낙인》
- 1974년 : 《이중섭》
- 1974년 : 《광화사》
- 1974년 : 《연풍》
- 1974년 : 《잊지 못할 모정》
- 1974년 : 《빵간에 산다》
- 1974년 : 《마음은 짚시》
- 1974년 : 《칠거지악》
- 1974년 : 《소띠 아저씨》
- 1974년 : 《그건 너》
- 1974년 : 《애정이 꽃피는 계절》
- 1974년 : 《아리랑》
- 1975년 : 《타인의 숨결》
- 1975년 : 《인사여무》
- 1975년 : 《숲과 늪》
- 1975년 : 《왜 그랬던가》
- 1975년 : 《태백산맥》
- 1975년 : 《폭력은 없다》
- 1975년 : 《욕망》
- 1975년 : 《십년만의 외출》
- 1975년 : 《빨간 구두》
- 1975년 : 《너 또한 별이 되어》
- 1975년 : 《밀행》
- 1975년 : 《황금마담》
- 1976년 : 《아내》
- 1976년 : 《어머니와 아들》
- 1976년 : 《말해버릴까》
- 1976년 : 《정말 꿈이 있다구》
- 1976년 : 《딸 3형제》
- 1976년 : 《성춘향전》
- 1976년 : 《구삼육사건》
- 1976년 : 《왕십리》
- 1976년 : 《청춘을 이야기 합시다》
- 1976년 : 《돌아온 팔도강산》
- 1976년 : 《청석시대》
- 1976년 : 《사나이 악수》
- 1976년 : 《천의 얼굴》
- 1976년 : 《오계》
- 1976년 : 《검은 띠의 후계자》
- 1976년 : 《어머니》
- 1976년 : 《7인의 말괄량이》
- 1976년 : 《야성의 숲》
- 1976년 : 《쾌걸 일지매》
- 1977년 : 《시집가는 날》
- 1977년 : 《둘도 없는 너》
- 1977년 : 《무적 600만불》
- 1977년 : 《유성검》
- 1977년 : 《충열도》
- 1977년 : 《사대맹룡》
- 1977년 : 《저 높은 곳을 향하여》
- 1977년 : 《만원》
- 1977년 : 《소문난 고교생》
- 1977년 : 《아내에게 바치는 노래》
- 1977년 : 《여고얄개》
- 1978년 : 《부초》
- 1978년 : 《독수리 날개를 펴라》
- 1978년 : 《배우 수업》
- 1978년 : 《소리치는 깃발》
- 1978년 : 《휘청거리는 오후》
- 1978년 : 《가깝고도 먼 길》
- 1978년 : 《꽃순이를 아시나요》
- 1978년 : 《수병과 제독》
- 1978년 : 《지붕위의 남자》
- 1978년 : 《특명 8호》
- 1978년 : 《속 별들의 고향》
- 1978년 : 《꽃신》
- 1978년 : 《화조》
- 1978년 : 《족보》
- 1978년 : 《길》
- 1978년 : 《고교 고단자》
- 1978년 : 《호반의 메아리》
- 1978년 : 《제갈 맹순이》
- 1978년 : 《경찰관》
- 1978년 : 《나는 77번 아가씨》
- 1978년 : 《야시》
- 1979년 : 《모모는 철부지》
- 1979년 : 《아니 벌써》
- 1979년 : 《갑자기 불꽃처럼》
- 1979년 : 《병태와 영자》
- 1979년 : 《가을비 우산속에》
- 1979년 : 《사랑이 깊어질 때》
- 1979년 : 《아리송해》
- 1979년 : 《어느 여대생의 고백》
- 1979년 : 《광염 소나타》
- 1979년 : 《마음 약해서》
- 1980년 : 《조용히 살고 싶다》
- 1980년 : 《그때 그사람》
- 1980년 : 《매일 죽는 남자》
- 1980년 : 《복부인》
- 1980년 : 《아낌없이 바쳤는데》
- 1980년 : 《머저리들의 긴 겨울》
- 1980년 : 《우산속의 세 여자》... 미영 모 역
- 1980년 : 《땅울림》
- 1980년 : 《피막》
- 1980년 : 《여호신》
- 1980년 : 《망령의 곡》
- 1980년 : 《형님먼저 아우먼저》
- 1980년 : 《불새》... 김 여사 역
- 1980년 : 《속 병태와 영자》
- 1981년 : 《겨울로 가는 마차》
- 1981년 : 《F학점의 천재들》
- 1981년 : 《춘색호곡》
- 1981년 : 《내 이름은 마야》
- 1981년 : 《삼원녀》
- 1981년 : 《오늘만은 참으세요》
- 1982년 : 《애마부인》
- 1982년 : 《탄야》
- 1982년 : 《죽으면 살리라》
- 1982년 : 《흑녀》
- 1982년 : 《춘희》
- 1982년 : 《겨울 여자 2》
- 1983년 : 《여자의 밤을 두려워하랴》
- 1983년 : 《여자는 남자를 쏘았다》
- 1983년 : 《과부 3대》
- 1983년 : 《천년백랑》
- 1983년 : 《열아홉살의 가을》
- 1983년 : 《이 한몸 돌이 되어》
- 1983년 : 《0시의 호텔》
- 1983년 : 《다른 시간 다른 장소》
- 1983년 : 《마계의 딸》
- 1983년 : 《바보 선언》
- 1984년 : 《스타페리 불청객》
- 1984년 : 《소명》... 한씨 역
- 1984년 : 《육식동물》
- 1984년 : 《불의 화상》
- 1984년 : 《88 짝꿍들》
- 1984년 : 《그 해 겨울은 따뜻했네》
- 1984년 : 《병사는 돌아왔는가》
- 1984년 : 《지금 이대로가 더 좋아》
- 1984년 : 《잊혀진 계절》
- 1984년 : 《대학 괴짜들》
- 1984년 : 《밤마다 천국》
- 1984년 : 《초대받은 성웅들》
- 1984년 : 《이상한 관계》
- 1984년 : 《울지 않는 호랑이》
- 1984년 : 《가고파》
- 1984년 : 《화평의 길》
- 1984년 : 《아가씨와 사관》
- 1985년 : 《삿갓 쓴 장고》
- 1985년 : 《졸업 여행》
- 1985년 : 《사랑이 시작되는 날》
- 1985년 : 《어우동》
- 1985년 : 《미녀 공동묘지》
- 1985년 : 《화려한 유혹》
- 1985년 : 《날개달린 녀석들》
- 1985년 : 《달빛타기》
- 1985년 : 《피조개 뭍에 오르다》
- 1985년 : 《잊을 수 없는 순간》
- 1986년 : 《길소뜸》
- 1986년 : 《변강쇠》... 사모 역
- 1986년 : 《먼 여행 긴 터널》... 여인 4 모 역
- 1986년 : 《비내리는 영동교》
- 1986년 : 《신의 아들》
- 1986년 : 《작은 고추》
- 1986년 : 《안개 기둥》
- 1986년 : 《겨울 나그네》
- 1986년 : 《금달래》
- 1986년 : 《유혹시대》
- 1986년 : 《황진이》
- 1987년 : 《소금장수》
- 1987년 : 《빙해》
- 1987년 : 《거리의 악사》
- 1987년 : 《지옥의 링》
- 1987년 : 《연산일기》
- 1987년 : 《산딸기 3》
- 1987년 : 《레테의 연가》
- 1987년 : 《성춘향》
- 1987년 : 《따귀 일곱대》
- 1987년 : 《변강쇠 속》... 시어머니 역
- 1987년 : 《돌아이 3》
- 1987년 : 《사노》... 동비 역
- 1988년 : 《지금은 양지》
- 1988년 : 《당신은 안개꽃》
- 1988년 : 《가루지기》
- 1988년 : 《캠퍼스 연애특강》
- 1988년 : 《맷돌》
- 1988년 : 《여자 세상》... 하숙부 주인 역
- 1988년 : 《지리산의 성난 토끼들》
- 1988년 : 《업》
- 1988년 : 《보릿고개》... 어머니 역
- 1989년 : 《천국의 비밀》
- 1989년 : 《상처》
- 1989년 : 《들병이》
- 1989년 : 《달리는 도시》
- 1989년 : 《구천동 화방》
- 1989년 : 《간통》... 어머니 역
- 1989년 : 《불화살》
- 1989년 : 《매화방 천둥불》
- 1989년 : 《청부일색》... 마님 역
- 1989년 : 《새벽을 깨우리도디》
- 1990년 : 《미친 사랑의 노래》
- 1990년 : 《새벽에서 밤까지》
- 1990년 : 《동춘별곡》
- 1990년 : 《언제내 그 자리에》
- 1990년 : 《오세암》
- 1990년 : 《비에 젖어서야 사랑하노라》
- 1991년 : 《흑설》
- 1991년 : 《바람불면 일어나는 숲》
- 1991년 : 《삘》
- 1991년 : 《사의 찬미》
- 1991년 : 《산산이 부서진 이름이여》
- 1991년 : 《수잔 브링크의 아리랑》
- 1991년 : 《아르바이트 여자》
- 1992년 : 《머저리와 도둑놈》
- 1992년 : 《나는 너를 천사라고 부른다》
- 1992년 : 《세나의 신혼일기》
- 1992년 : 《사랑 전쟁》
- 1994년 : 《해적》... 우만 모 역
- 1994년 : 《태백산맥》
- 1994년 : 《너에게 나를 보낸다》... 이모 역
- 1995년 : 《금홍아 금홍아》... 이상 모 역
- 2000년 : 《행복한 장의사》... 여관 할머니 역
- 2006년 : 《특별시 사람들》... 할머니 역
- 2007년 : 《마지막 선물》... 치매 노인 역
- 2010년 : 《식객: 김치전쟁》... 노모 역
- 2013년 : 《가자, 장미여관으로》... 사라 할머니 역

### 단편 영화
- 1999년 : 《단풍잎》... 할머니 역

## 수상
- 1992년 : 제30회 대종상 영화제 특별연기상(여) (나는 너를 천사라고 부른다)
- 2001년 : 제39회 영화의 날 공로영화인